# Moteur V6 PRV
 (septembre 2022).
Si vous disposez d'ouvrages ou d'articles de référence ou si vous connaissez des sites web de qualité traitant du thème abordé ici, merci de compléter l'article en donnant les références utiles à sa vérifiabilité et en les liant à la section « Notes et références ».
Le moteur V6 PRV, connu également sous le code « moteur Z » ou « bloc Z », est un moteur thermique automobile à combustion interne, essence quatre temps, à six cylindres en V chemisés, ouvert à 90°, bloc et culasses en aluminium, refroidi par eau, doté d'un vilebrequin à 4 paliers, avec soupapes en tête et arbres à cames en tête (1 par rangée de cylindres) commandés par chaîne de distribution. Présenté en 1974, ce moteur a équipé les berlines haut de gamme françaises et suédoises durant plus de vingt ans, ainsi que quelques coupés sportifs et un cabriolet (Peugeot 504).

## Origines
Vers la fin des années 1960, la tendance dans toute l'industrie automobile européenne est à la montée en gamme en réponse à une situation économique florissante. En France, où les petites cylindrées priment depuis la guerre, les cartons des constructeurs sont vides pour motoriser les grandes berlines prévues à l'horizon 1970-75. Cependant, la fragmentation du marché (Peugeot, Renault, Citroën et Simca sont alors indépendants et concurrents) rend hasardeux pour un constructeur seul le lourd investissement qu'exige un moteur haut de gamme.
Peugeot, Renault et Volvo décident alors d'unir leurs forces et fondent en 1971 la société franco-suédoise des « moteurs PRV », détenue à parts égales par les trois constructeurs. (Dans le même temps, Simca renonce à l'aventure et Citroën va se fournir chez Maserati pour le V6 de sa SM.) L'objectif est une architecture « modulaire » qui permettra la production de moteurs V6 et V8 sur la même chaîne avec un maximum de pièces communes. Les constructeurs pourront ainsi satisfaire leurs plans produits en Europe et en Amérique du Nord (où ils sont alors tous trois présents) au moindre coût. Ce seront les premiers moteurs français de plus de quatre cylindres conçus depuis la Libération. (Les 6 cylindres en ligne Citroën, Talbot-Lago ou Delahaye des années 1940 et 1950 datent d'avant la guerre, les V8 des Ford Vedette ou autres Facel Vega sont d'origine américaine).
Des versions à carburateur et à injection électronique sont prévues. Peugeot est responsable de l’étude du moteur de base, Renault de l’industrialisation du vilebrequin (coulé et non forgé comme d'usage) et du carter cylindres (coulé sous pression) et Volvo de la mise au point de l’injection d'origine Bosch.
La fabrication de tous les moteurs PRV est assurée par la Française de Mécanique, filiale de Renault et Peugeot fondée en 1969, à l'usine de Douvrin (Pas-de-Calais).

## Caractéristiques
Le bloc est un V ouvert à 90°, ce qui présente des avantages indéniables : le moteur est quasiment 10 cm moins haut, donc s'intègre mieux sous les capots bas des voitures modernes, et la conception de l'admission est grandement facilitée. Cette disposition est idéale pour un V8, auquel elle assure un cycle d'allumage régulier (un cylindre tous les 90°). En revanche, elle introduit une irrégularité cyclique sur un V6 avec des intervalles alternés de 90° et 150° entre deux allumages, à moins d'utiliser un vilebrequin à manetons décalés qui rétablit un cycle régulier mais est plus cher à fabriquer (il doit être en acier forgé et l'usinage est plus complexe). Par souci d'économie, Peugeot, Renault et Volvo font l'impasse sur cette technologie et acceptent un V6 « bancal » à la sonorité moins noble. Un tel choix n'est pas rare, à l'époque : General Motors a fait, dix ans auparavant, le même sur le V6/V8 Fireball modulaire Buick (mais dès 1977, un vilebrequin à manetons décalés sera adopté), Maserati également sur le moteur qui équipera la Citroën SM.
Peugeot opte pour un alésage de 88 mm qui permet de réutiliser une partie des pièces et de l'outillage du moteur XN de sa berline 504. Les constructeurs s'accordent sur une cylindrée unitaire de 444 cm3 (course 73 mm), d'où un V6 (type ZM) de 2 664 cm3 et un V8 (type ZO) de 3 552 cm3. Ces cylindrées sont en adéquation avec les demandes du marché en Europe et en bas de gamme V8 en Amérique du Nord.
Les arbres à cames en tête simples (avec deux soupapes par cylindre, les quatre soupapes étant encore rarissimes en grande série), le bloc et les culasses en alliage d'aluminium sont des choix techniques modernes pour l'époque. Le gain de poids par rapport à la fonte réduit la consommation et améliore la tenue de route. En revanche, la chambre de combustion présente un dessin tourmenté qui nuit à une bonne combustion et favorise la production d'imbrûlés sur le pourtour des cylindres. À sa présentation, le PRV suscitera toutefois un jugement approbateur des ingénieurs du célèbre Massachusetts Institute of Technology.

## Historique
Le lancement du PRV est prévu pour 1974 en version V6 et pour 1976 en version V8, mais le premier choc pétrolier de 1973 force une révision des plans. Face à l'augmentation du prix de l'essence de 30 % en un an et à la généralisation des limitations de vitesse en Europe et en Amérique du Nord, le consortium PRV suspend le développement du V8. L'adoption aux États-Unis de la réglementation Corporate Average Fuel Economy (CAFE) en 1975, la fiscalité sur les grosses cylindrées mise en place en France et dans d'autres pays européens, puis le deuxième choc pétrolier de 1979 entraîneront l'abandon du V8, dont une douzaine de prototypes seulement auront été construits.
Comme prévu, le V6 ZM (code Peugeot ZM, code Volvo B27) est présenté au grand public le 3 octobre 1974 sur le coupé Peugeot 504 et la berline Volvo 264. Alimenté par un carburateur simple corps couplé à un carburateur double corps pour la Peugeot, il offre une puissance maximale de 125 ch (136 ch sur le coupé Peugeot 504) et un couple maximal de 207 Nm. Volvo le propose muni d'une injection Bosch K-Jetronic (code B27E, 140 ch et 20,8 m.kg) ou d'un simple carburateur SU HIF6 (code B27A). Ces valeurs sont plutôt médiocres au regard de la cylindrée mais le moteur se révèle agréable sur une grande plage d'utilisation. En revanche, la presse épingle une sonorité bancale à bas régime due au cycle d'allumage irrégulier, un certain manque d'enthousiasme à « prendre des tours » et une consommation nettement au-dessus de la moyenne de la catégorie.
L'année suivante, c'est le tour des Peugeot 604 et Renault 30 de recevoir le V6 à leur sortie (code Renault Z6V). Un échappement mieux dessiné offre un léger gain de puissance (131 ch), mais la consommation demeure un gros point noir (28 litres aux 100 km à vitesse maximale !).
En 1976, Volvo passe à l'avant-garde de la technologie antipollution en lançant, aux États-Unis, le B27 à catalyseur trois voies et injection électronique Bosch K-Jetronic régulée par sonde lambda. Dans le sillage de Saab, c'est le second véhicule au monde ainsi équipé. Les deux constructeurs suédois sont cités en exemple au Sénat américain.
L'année suivante, une version du ZM à injection K-Jetronic non dépolluée (code ZMJ) fait son apparition sur la Peugeot 604 TI. L'injection permettant une augmentation du rapport volumétrique de 8,8 à 9,5, la puissance passe à 144 ch et le couple à 215 Nm. L'injection permet aussi une réduction notable de la consommation, surtout à grande vitesse, même si le moteur restera gourmand pendant toute sa carrière. Renault adopte cette version (code Z7V) fin 1978 sur la 30 TX. On la retrouvera par la suite sur la Renault 25 et la Lancia Thema.
En 1980, une première augmentation de cylindrée à 2 849 cm3 a lieu par accroissement de l’alésage de 88 à 91 mm (type ZN) pour la Volvo 260 (code Volvo B28, puissance maintenue à 130 ch mais couple supérieur). Cette version équipera aussi la célèbre DeLorean DMC-12. Une version 155 ch (code ZNJ) apparaîtra en 1984 sur la Peugeot 604 GTI.
En 1981, c'est le chant du cygne des versions à carburateur avec la sortie par Talbot, fraîchement racheté par PSA, d'un ZM à deux carburateurs triple corps (165 ch) sur la Tagora, dont la diffusion restera très confidentielle.
Avec la sortie, pour l'année modèle 1985, de la Renault 25 V6 Turbo, une profonde évolution du PRV arrive sur le marché (code Renault Z7U). L'alésage reprend les 91 mm du 2,8 litres mais la course descend de 73 à 63 mm, d'où une cylindrée de 2 458 cm3. Le rapport volumétrique descend à 8,2 pour limiter les contraintes dues à la suralimentation. L'injection K-Jetronic cède la place à une gestion intégrale Renix de l'injection et de l'allumage avec régulation du ralenti, détection du cliquetis et correction en fonction de la densité de l'air ; et, surtout, le moteur reçoit un vilebrequin à manetons décalés qui lui donne enfin un cycle d'allumage régulier (tous les 120°) et une sonorité digne d'un haut de gamme. Avec 182 ch et 276 Nm, les performances sont au meilleur niveau européen dans la catégorie. Après dix ans passés sur le marché, le moteur PRV s'est bâti une solide réputation de fiabilité et même cette version fortement vitaminée ne déroge pas à la règle.
Le ZM/Z7V 2,7 litres a déjà disparu du catalogue Peugeot à l'arrêt de la 604 en 1985 et achève sa carrière en 1987 à la sortie de la Renault 25 phase 2. Celle-ci inaugure une nouvelle version du ZN (code Renault Z7W) à injection Renix spécifique et vilebrequin à manetons décalés (rapport volumétrique 9,5, 160 ch sans catalyseur, 153 avec). On la retrouvera aussi sur l'Espace II de 1991 à 1996. De son côté, Peugeot lance sa propre version à injection Bosch LH-Jetronic (code ZN3J, 170 ch) sur la 505 V6. La même année, le Z7U de la R25 V6 turbo passe à 205 ch par augmentation de la pression de suralimentation.
En 1989, deux versions 3 litres du PRV (type ZP, 2 975 cm3, 93 × 73 mm) voient le jour à l'occasion de la sortie des Peugeot 605 et Citroën XM. La version à 2 soupapes par cylindre (code Peugeot ZPJ) fournit 170 ch et 235 Nm. Renault l'adoptera aussi (code Z7X) sur la Safrane en 1992, la Laguna en 1994, et l'Espace III en 1996. La version à 4 soupapes par cylindre (code Peugeot ZPJ4), munie d'une culasse et d'une admission à flux piloté (acoustique variable) spécifiques à PSA, offre 200 ch et 260 Nm. C'est le seul PRV à présenter un défaut de fiabilité : une usure chronique des cames de soupapes d'échappement.
Pendant cette période, Volvo se désengage progressivement du consortium PRV pour se concentrer sur son propre projet de moteur modulaire. L'utilisation du PRV par Volvo cesse en 1991 sur la 960. Cette même année, c'est l'apparition du 3 litres turbo sur l'Alpine A610. Avec un rapport volumétrique de 7,3, cette version fortement suralimentée fournit 250 ch et 350 Nm.
En 1993, la cylindrée passe à 2 963 cm3 par une très légère réduction de la course du vilebrequin à 72,7 mm, sans changement des performances. Enfin apparaissent des versions bi-turbo en 12 soupapes 268 ch (Safrane Biturbo) et en 24 soupapes 400 ch (Venturi GT).
À partir de 1996, le PRV est progressivement remplacé par le moteur V6 ESL conçu conjointement par PSA (maître d’œuvre) et Renault, avec des puissances allant de 194 à 310 ch sur la Venturi Atlantique 300. La production du moteur PRV cesse en 1998 sur la Safrane et l'Espace III. Il aura été produit à 970 315 exemplaires en 24 ans.

## Utilisations

### Voitures de série
Le moteur PRV a été monté en série sur les modèles suivants :
- AMC/Renault/Eagle : Premier
- Alpine : A310, GTA et A610
- Citroën : XM
- Dodge : Monaco
- DeLorean : DMC-12
- Lancia : Thema
- Renault : R30, R25, Safrane, Laguna I, Espace II, Espace III
- Peugeot : 504 Coupé et Cabriolet, 505, 604, 605
- Talbot : Tagora SX
- MVS Venturi : 210, 260, 300 Atlantique et 400 GT
- Volvo : 264, 262C, 760, 780

### Compétition automobile
Il a été utilisé en compétition en endurance, rallye, rallye-raid, autocross, sport-prototypes, rallycross.
- WM :
  - P76 (atmosphérique)
  - P77 (Turbo)
  - P79 et P79/ P80 (Turbo)
  - P81 (Turbo)
  - P82 (Turbo)
  - P83 et P83B (Turbo)
  - P85 (Turbo)
  - P86 (Turbo)
  - P87 (Turbo)
  - P88 (Turbo Garrett, record de vitesse - 407 km/h - dans les Hunaudières)
- R.J. Racing : Helem V6
- Venturi :
  - 400 Trophy: 73 exemplaires produits entre 1992 et 1994
  - 500 LM: sept voitures aux 24 Heures du Mans 1993
  - 600 LM: une voiture aux 24 Heures du Mans 1994
  - 600 SLM: une voiture aux 24 Heures du Mans 1995
  - 260 LM/ Atlantique: 33 voitures de 1994 à 1996

- A.L.D. :
  - C290 (24 Heures du Mans 1992, 3 litres, 12 soupapes, préparé par Robert Vinegra).
- UMM:
  - Cournil: (utilisé pas Paris Dakar)
  - Alter : (utilisé pas Paris Dakar)

### Engins militaires
- Panhard : VCR (Véhicule de Combat à Roues) et ERC 90 (char léger à six roues motrices)
- Peugeot P4 : quelques versions pour l'armée française, ainsi que des véhicules d'assistance Peugeot Sport et Citroën Sport en rallye raid.
- SOCEA : groupe de démarrage avion encore utilisé dans l'Armée de l'air pour faire démarrer les chasseurs français en leur fournissant l'énergie électrique nécessaire, d'abord en allumage classique, puis en allumage électronique. Couplé à une génératrice, il fournit un courant sous une fréquence de 400 Hz.

### Aviation
Au début des années 1990, le PRV a été installé sur le Robin R 3000, puis sur le DR400[réf. nécessaire]. Ces motorisations sur ces avions ont connu un gros succès d'estime, mais pas de lancement industriel au profit des 4 cylindres à plat produits par Lycoming Engines.

### Autres applications
Le laboratoire d'essais moteurs de l'ENISE (École Nationale d'Ingénieurs de Saint-Étienne) dirigé par Jean-Claude Martin a transformé plusieurs prototypes de ce moteur pour diverses utilisations :
- une application pour avions de tourisme équipé de réducteur à courroie crantée fut développée en 1979 puis monté sur un prototype d'avion DR400 Avions Pierre Robin ;

- une version spécifique à réducteur destinée au prototype d'avion à hélice propulsive "ORION" équipée d'un nouveau système de refroidissement ;

- une version à axe vertical destiné au montage dans un hélicoptère nécessita la réalisation d'un carter d'huile modifié ;

- une transformation du vilebrequin par Georges Lautemann, ingénieur du laboratoire d'essais moteurs, consistant à ré-usiner les portées des têtes de bielles a permis de redonner de nouvelles caractéristiques de fonctionnement à ce moteur. Cette transformation avait pour but de retrouver l'équilibre dynamique d'un moteur V6 ouvert à 120° dans un bloc ouvert à 90°. Les têtes des bielles de chaque rangée de cylindre du "V" n'étaient plus assemblées sur le maneton unique du moteur d'origine mais sur deux manetons distincts décalés en angle de 30°. Les essais au banc de ce moteur ont montré sa fiabilité et sa puissance jusqu'à 235 ch (173 kW) ainsi qu'un fonctionnement très régulier à tous les régimes de fonctionnement. Les enseignements obtenus par ces tests ont été validés par la Française de Mécanique.

## Données techniques
| Types moteur          | Z7U                             | Z6V, Z7V, ZM                    | Z6W, Z7W, ZNJ, ZN               | Z7X, ZPJ, ZP                                                        | Z7X, ZPJ, ZP                                                       |
| Cylindrée             | 2 458 cm3                       | 2 664 cm3                       | 2 849 cm3                       | 2 963 cm3                                                           | 2 975 cm3                                                          |
| Alésage x course (mm) | 91 x 63                         | 88 x 73                         | 91 x 73                         | 93 x 72,7                                                           | 93 x 73                                                            |
| Soupapes par cylindre | 2                               | 2                               | 2                               | 2 ou 4                                                              | 2 ou 4                                                             |
| Alimentation          | turbo                           | Atmosphérique                   | Atmosphérique                   | Atmosphérique ou turbo                                              | Atmosphérique ou turbo                                             |
| Rapport volumétrique  | 8,2-8,6:1                       | 8,8-9,5:1                       | 8,8-10,5:1                      | 9,5:1 7,6:1 (turbo)                                                 | 9,5:1 7,3-7,6:1 (turbo)                                            |
| Puissance maxi        | 182-185 ch à 5 500 tr/min       | 125-150 ch à 5 500–6 000 tr/min | 130-194 ch à 5 500–6 000 tr/min | 167-200 ch à 5 500–6 000 tr/min 250 ch à 5 000–5 750 tr/min (turbo) | 167-200 ch à 5 600–6 000 tr/min 250-408 ch à 5 750 tr/min (turbo)  |
| Couple maxi           | 276–288 Nm à 2 200–4 000 tr/min | 207–218 Nm à 3 000–3 500 tr/min | 207–255 Nm à 2 750–4 000 tr/min | 235–245 Nm à 4 600 tr/min 350 N m à 2 900 tr/min (turbo)            | 235–260 Nm à 3 600–4 600 tr/min 350–456 N m à 2 900 tr/min (turbo) |
| Ordre d'allumage      | 1-6-3-5-2-4                     | 1-6-3-5-2-4                     | 1-6-3-5-2-4                     | 1-6-3-5-2-4                                                         | 1-6-3-5-2-4                                                        |
| Poids                 | –                               | –                               | 150 kg                          | –                                                                   | –                                                                  |